# Sara Mérida Pérez
Sara Mérida Pérez   (Barcelona, 8 d'abril de 1993) és una migcampista de futbol catalana retirada que va jugar per última vegada al RCD Espanyol. Després de diverses lesions, es va retirar del futbol i actualment és la fisioterapeuta de l'Espanyol.

## Carrera futbolística
Va guanyar el Campionat Sub-17 de la UEFA de 2010 i va participar en la Copa del Món Sub-17 de 2010 en la qual Espanya va guanyar la medalla de bronze, torneig on va marcar contra Nova Zelanda. Una lesió del lligament creuat anterior en un partit contra la Reial Societat el gener de 2011 li va impedir jugar el Campionat Sub-19 de la UEFA 2011. Va ser operada el 8 d'abril, el seu 18è aniversari. Vuit mesos després de la seva lesió inicial al lligament creuat, es va lesionar de nou al genoll durant un entrenament. Una tercera recurrència de la mateixa lesió la va portar després a estar fora del futbol durant un total de més de dos anys des de la primera incidència de la lesió. Aleshores es va veure obligada a retirar-se del futbol després de la quarta lesió.

## Vida personal i carrera posterior al joc
El seu germà Fran també és futbolista. El 2016, després de la seva retirada del futbol professional, es va convertir en entrenadora personal de diverses personalitats, entre les que s'inclouen Sandra Paños, Kenti Robles i el seu germà Fran. També té una llicència B de la UEFA. Des del 2018 treballa com a fisioterapeuta a l'Espanyol Femení.
Manté una relació sentimental amb la portera del primer equip del Barça Femení, Sandra Paños.